# Sobredosis de amor
Sobredosis de Amor es una película cómica peruana protagonizada por Renzo Schuller, Gian Piero Díaz y Gianella Neyra. Dirigida por Jesús Álvarez Betancourt y estrenada el 22 de marzo de 2018 en los cines peruanos.

## Argumento
Tres amigos de toda la vida, Jimena a punto de casarse con Bruno Juan Carlos el más soltero de todos con 116 mujeres en su haber y Pietro en busca de su elefante rosado viviendo una crisis marital con Sofía, tres roommates en un departamento, una cama y una noche llena de alcohol. Una divertida cinta cargada de situaciones de humor tratando de descifrar lo inesperado.

## Reparto
- Renzo Schuller
- Gian Piero Díaz
- Gianella Neyra
- Stephanie Orúe
- Rossana Fernández Maldonado
- Arap Bethke
- Claudia Dammert

## Finales alternativos
En una entrevista con Renzo Schuller y Gian Piero Díaz, los actores afirmaron que la película tendrá finales alternativos, "Como es una historia de amor de tres amigos, no siempre el que está sentado en la sala está de acuerdo con ese final. Te queda esa sensación de 'me hubiese gustado que se quedara con tal' o '¿qué hubiese pasado si se quedaba con tal?' Estamos manejando esos tres finales alternativos para que la gente los pueda disfrutar", sostuvo Díaz.
Por su parte, Renzo Schuller anunció que estos videos saldrán a través de la plataforma de Claro Video.

## Estreno

### Homenaje a Claudia Dammert
En el "avant premiere" de la película, el director de la cinta y los protagonistas, confirmaron que realizaran un homenaje a la actriz Claudia Dammert, ya que falleció en septiembre de 2017 y este es su último rol para la pantalla grande.